# Sauropus suberosus
Sauropus suberosus är en emblikaväxtart som beskrevs av Airy Shaw. Sauropus suberosus ingår i släktet Sauropus och familjen emblikaväxter. Inga underarter finns listade i Catalogue of Life.